# Ernst Feuz
Ernst Feuz (ur. 7 września 1909, zm. w lutym 1988 w Mürren) – szwajcarski skoczek narciarski, kombinator norweski i narciarz alpejski.
Był jednym z jedenaściorga dzieci przewodnika górskiego. Karierę rozpoczął od skoków i kombinacji norweskiej i był w tym okresie, obok Stefana Lauenera, jednym z najlepszych szwajcarskich skoczków. Pierwszy międzynarodowy sukces odniósł na mistrzostwach świata w 1927 w Cortinie d’Ampezzo. Od 1931 występował również jako narciarz alpejski. Karierę zakończył w 1933. Później kształcił się w zakresie bankowości w Lozannie, a od 1939 pracował w przedsiębiorstwie Neue Warenhaus AG, prowadzącym sieć sklepów. W 1943 został mianowany jego wicedyrektorem, a 4 lata później dyrektorem.
Ernst Feuz był inicjatorem budowy kolei linowej na Schilthorn, która trwała od 1963 do 1967.

## Osiągnięcia

### Skoki narciarskie
- 1927 - 4. miejsce na mistrzostwach świata (skocznia K-90 w Cortina d’Ampezzo)[6][7]
- 1928 - 8. miejsce na igrzyskach olimpijskich[8] (skocznia normalna)[9]

### Narciarstwo alpejskie
- 1931 - 4. miejsce na mistrzostwach świata (zjazd)[10][11]
- 1933 - 6. miejsce na mistrzostwach świata (slalom)[10][12]

### Kombinacja norweska
- 1933 - 5. miejsce na mistrzostwach świata[13][14]